# Mistrzostwa Polski w Tenisie Stołowym 2011
Mistrzostwa Polski w Tenisie Stołowym 2011 – 79. edycja mistrzostw, która odbyła się w Białymstoku w dniach 4–6 marca 2011 roku. Mistrz Polski z 2010 roku – Daniel Górak, który na skutek kontuzji barku nie wystartował w zawodach.

## Medaliści
| Konkurencja:            | Złoto:                                                                                | Srebro:                                                                                           | Brąz: |
| gra pojedyncza kobiet   | Li Qian (KTS Tarnobrzeg)                                                              | Katarzyna Grzybowska (MKSTS Polkowice)                                                            | Monika Pietkiewicz (Luks Warmia Lidzbark Warmiński) Kinga Stefańska (KTS Tarnobrzeg)                                                                                                  |
| gra pojedyncza mężczyzn | Bartosz Such (ASTS Olimpia-Unia Grudziądz)                                            | Wang Zengyi (KS Bogoria Grodzisk Mazowiecki)                                                      | Robert Floras (KS Bogoria Grodzisk Mazowiecki) Lucjan Błaszczyk (TTC Zugbrücke Grenzau)                                                                                               |
| gra podwójna kobiet     | Agata Pastor (MKSTS Polkowice) Anna Janta-Lipińska (KU AZS UE Wrocław)                | Katarzyna Grzybowska (MKSTS Polkowice) Natalia Partyka (SKTS Sochaczew)                           | Daria Łuczakowska (KU AZS UE Wrocław) Monika Pietkiewicz (Luks Warmia Lidzbark Warmiński) Klaudia Kusińska (GLKS Nadarzyn) Magdalena Szczerkowska (GLKS Nadarzyn)                     |
| gra podwójna mężczyzn   | Jarosław Tomicki (PKS Opoka Trzebinia) Tomasz Lewandowski (KU AZS Pol.Rz. Rzeszów)    | Wang Zengyi (KS Bogoria Grodzisk Mazowiecki) Lucjan Błaszczyk (TTC Zugbrücke Grenzau)             | Piotr Chmiel (KU AZS Pol.Rz. Rzeszów) Jakub Perek (PKS Opoka Trzebinia) Karol Szarmach (MLKS Ostródzianka) Bartosz Szarmach (MLKS Ostródzianka)                                       |
| gra mieszana            | Robert Floras (KS Bogoria Grodzisk Mazowiecki) Magdalena Szczerkowska (GLKS Nadarzyn) | Mateusz Gołębiowski (ASTS Olimpia-Unia Grudziądz) Marta Smętek (GKS Gorzovia Gorzów Wielkopolski) | Radosław Żabski (GKS Gorzovia Gorzów Wielkopolski) Agnieszka Maluszczak (GKS Gorzovia Gorzów Wielkopolski) Tomasz Lewandowski (KU AZS Pol.Rz. Rzeszów) Agata Pastor (MKSTS Polkowice) |